# Dinis Dias
Dinis Dias – portugalski odkrywca i podróżnik, żyjący w XV w.
Swoje podróże rozpoczął prawdopodobnie w 1445 roku, kiedy był już dorosłym mężczyzną. Płynął wzdłuż zachodniego afrykańskiego wybrzeża. Wsławił się ustanowieniem nowego rekordu odległości, dopływając do miejsca odległego o około 800 kilometrów na południe od Przylądka Białego. Miejsce to, najdalej na zachód wysunięty punkt Afryki, nazwał Cabo Verde (pl. Przylądek Zielony, obecnie znajduje się na terenie Senegalu), ze względu na bujną roślinność w tamtym rejonie. Trzeba pamiętać, że nie odkrył jednak Wysp Zielonego Przylądka; odkrycie to jest mu często niesłusznie przypisywane. 
Sukces jego wyprawy był po części spowodowany także tym, że jego wyprawa miała charakter badawczy, inaczej niż inne jej podobne w tamtym okresie, nie była połączona z łapaniem niewolników.